# Pět jezer Fudži

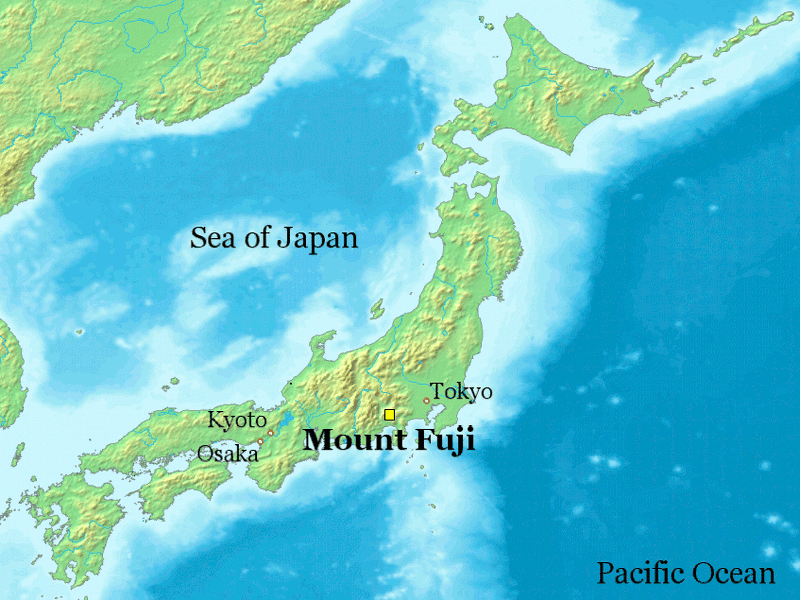
Hora Fudži na mapě Japonska

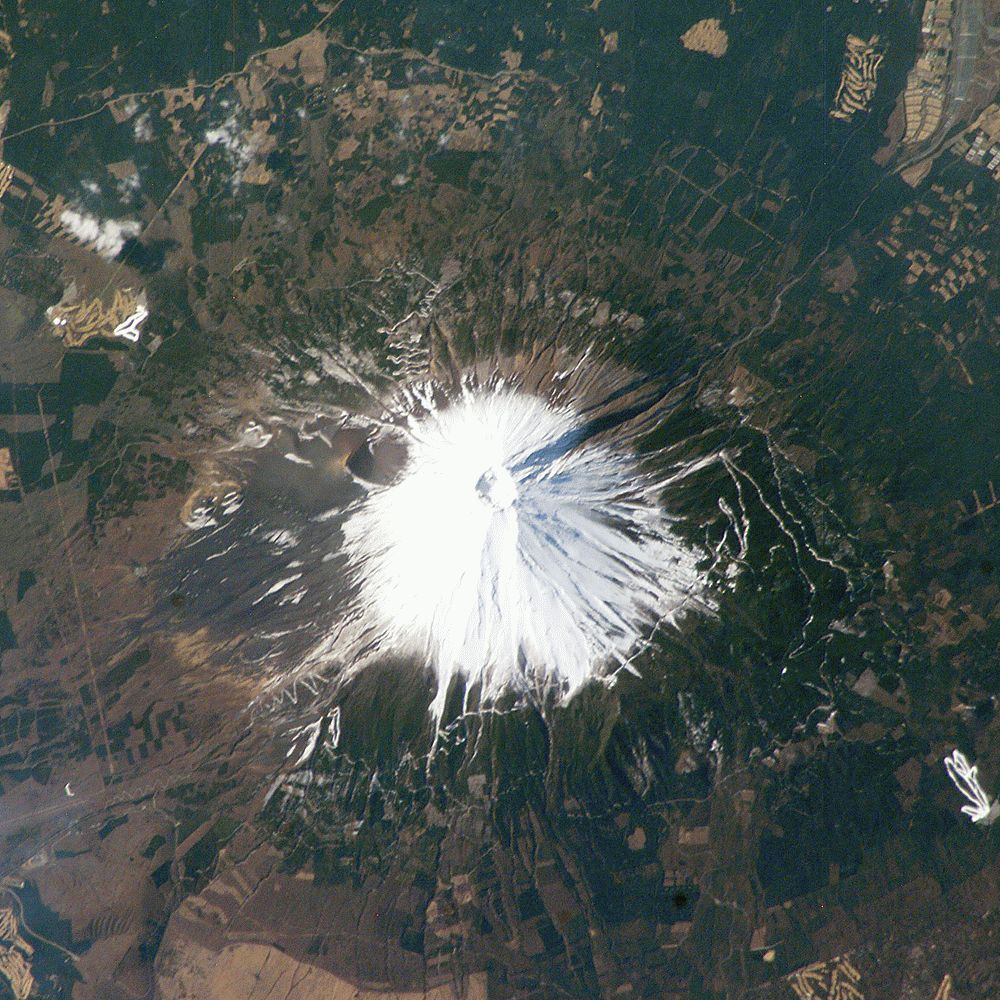
Satelitní snímek hory Fudži

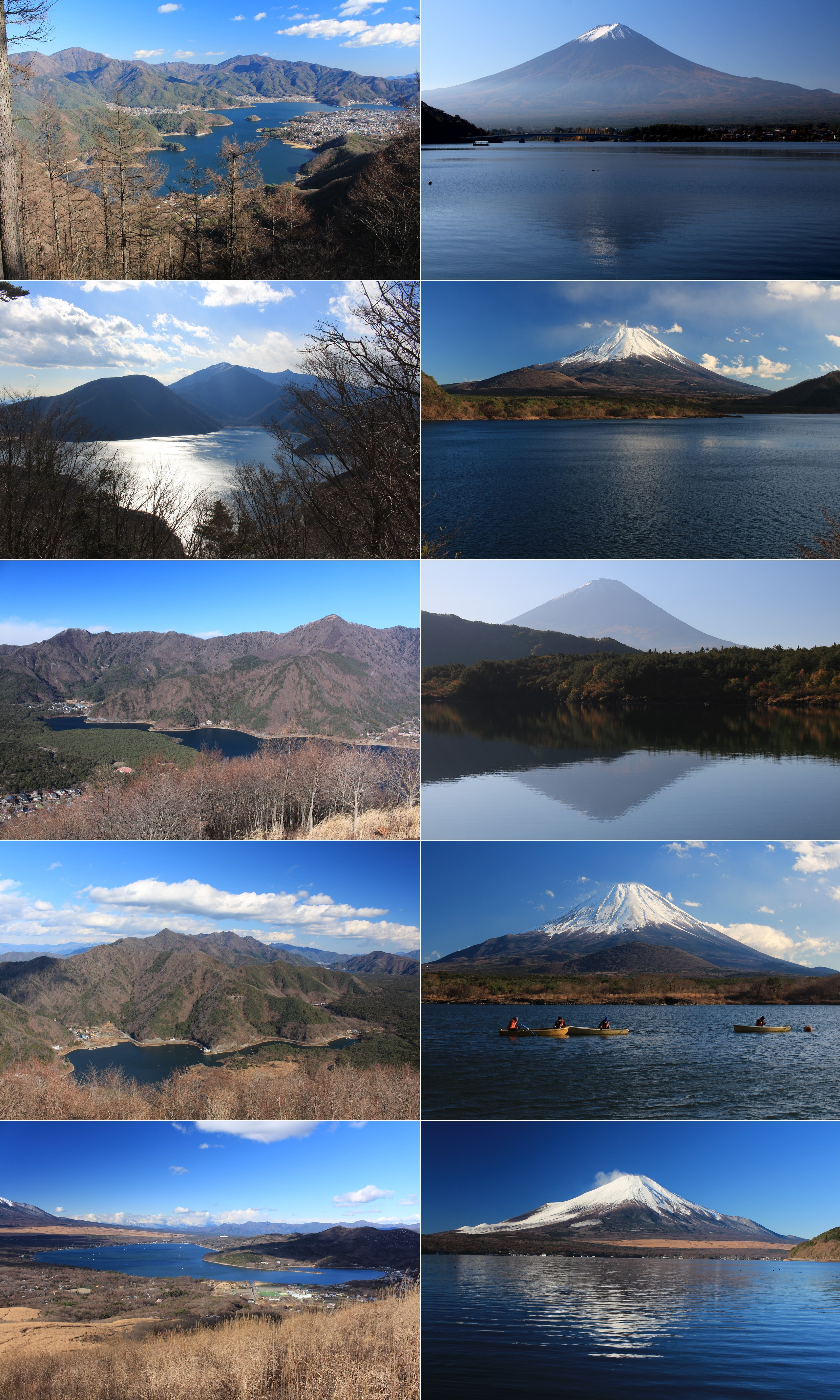
Pět jezer Fudži
Jezero Kawaguči
Jezero Motosu
Jezero Sai
Jezero Šódži
Jezero Jamanaka

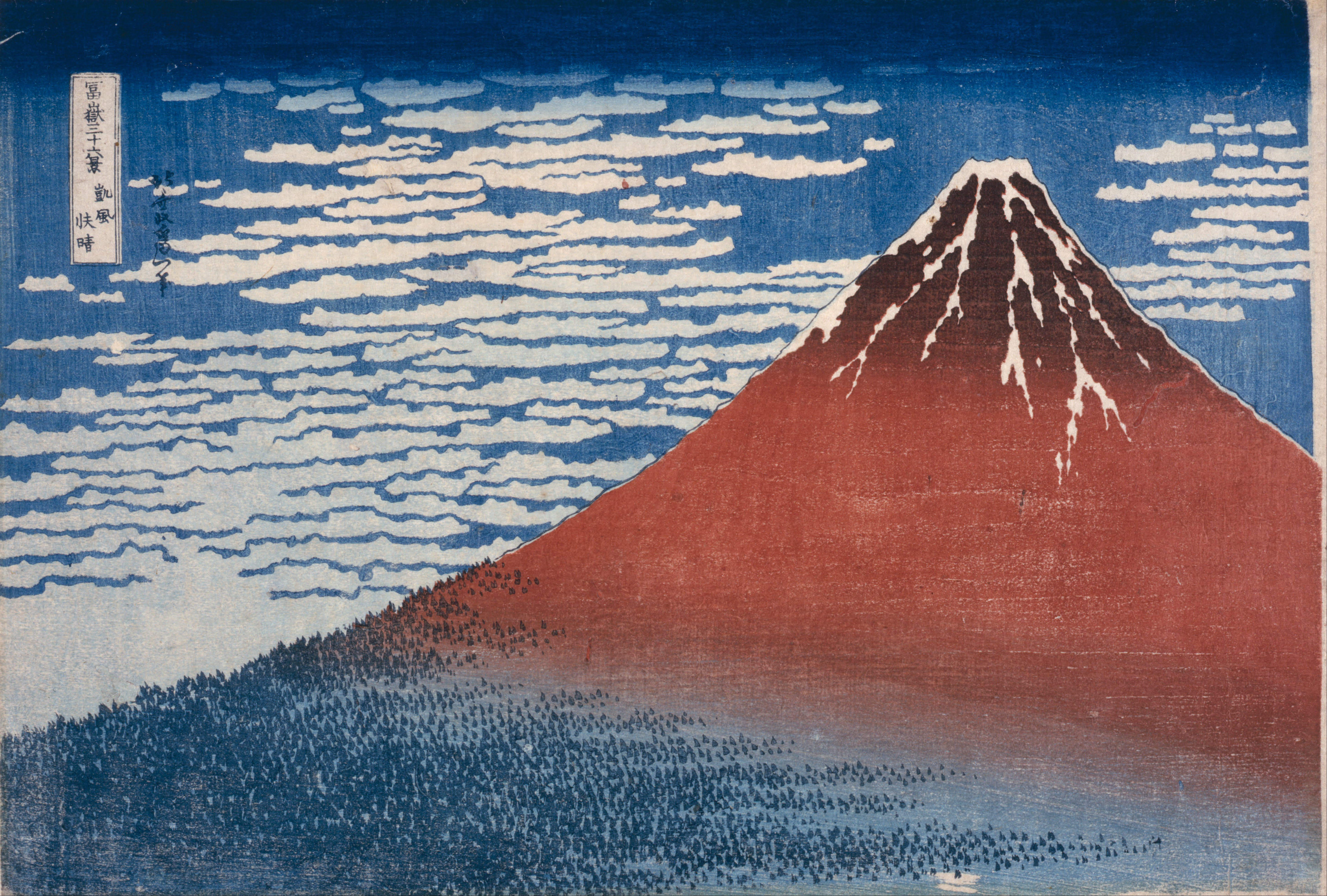
Rudá Fudži od Hokusaie

Pět jezer Fudži (japonsky: 富士五湖; Fudži-goko) je pět významných jezer na úpatí hory Fudži. Rozkládají se polokruhovitě na hranici mezi prefekturami Šizuoka a Jamanaši na západ od Tokia. Jezera leží na severním úpatí hory uprostřed nížin při tichomořském pobřeží ostrova Honšú. Jezera spolu s posvátnou horou leží v národním parku Fudži-Hakone-Izu.

## Jezero Jamanaka
Jezero Jamanaka (japonsky: 山中湖; Jamanaka-ko) je největší z těchto pěti jezer a třetí největší jezero Japonska. Leží 980 metrů nad mořem. Využívá se především k vodnímu lyžování a koupání.

## Jezero Kawaguči
Jezero Kawaguči (japonsky: 河口湖; Kawaguči-ko) je z pěti jezer nejpopulárnější a pokládá se také za nejdosažitelnější a nejkomercializovanější. Základna pro horolezecké výpravy.

## Jezero Motosu
Jezero Motosu (japonsky: 本栖湖; Motosu-ko) je deváté nejhlubší jezero v Japonsku. Toto jezero spolu s jezerem Šodži vzniklo tekoucí lávou z vrcholu hory. Jezera jsou stále spojena podzemní vodní cestou.

## Jezero Sai
Jezero Sai (japonsky: 西湖; Sai-ko) je nejpanenštějším jezerem, u kterého se nachází Větrná jeskyně Fugaku, Ledová jeskyně Narusawa a prastarý les (nazývaný Moře stromů) Aokigahara Džukai, kde se podle místních obyvatel objevuje velké množství paranormálních jevů.

## Jezero Šódži
Jezero Šódži (japonsky: 精进湖; Šódži-ko) je nejmenší z pěti jezer, které se hojně využívá k rybaření.